# Rivularia
Rivularia és un gènere de cianobacteris (algues blaves) de la família de les rivulariàcies.
Les espècies de Rivularia són algues que formen filaments diferenciats en parts apicals i basals, compostos per cèl·lules hialines, estretes i llargues. Presenten beines rígides, a vegades laminades, transparents o groguenques, que envolten els tricomes, els quals produeixen les seves pròpies beines. Els filaments estan agrupats de forma paral·lela i radial, formant petits coixinets esfèrics o hemisfèrics en un principi però quan creixen, les colònies poden formar extensions macroscòpiques d'alguns mil·límetres de gruix i de forma plana i irregular, estratificada en capes de fins a 5 centímetres de diàmetre, sovint calcificades, i presenten una coloració glauca, blanquinosa o ferruginosa. Les colònies marines sovint tenen una coloració més fosca.
Són espècies d'hàbitat perifític, sovint sobre substrat calcari, per tant alhora, incrustrades amb carbonat de calci. També existeixen espècies que no formen incrustracions, epífites o epilítiques. Habiten molts tipus d'ambients, torrents, cursos d'aigua dolça,zones estancades, preferentment amb aigües no contaminades. Certes espècies viuen en ambients marins supralitorals.

## Taxonomia
El gènere conté 100 espècies, de les quals només una cinquantena estan acceptades. Algunes espècies acceptades són:
- Rivularia atra
- Rivulari biasolettiana
- Rivularia bullata
- Rivularia dura
- Rivularia haematites
- Rivularia halophilla
- Rivularia nitida